# ANNA 1B
ANNA 1B  war ein geodätischer Erdsatellit, der am 31. Oktober 1962 von Florida aus gestartet wurde. Er wurde außer von der NASA von den drei Teilstreitkräften der USA betrieben. Sein Name setzt sich aus den Anfangsbuchstaben der Betreiber zusammen (Air Force, Navy, NASA, Army).
Als Prototyp eines aktiven oder Blitzlicht-Satelliten sollte ANNA 1B zur Untersuchung der genauen Erdfigur und des Erdschwerefeldes dienen und sendete dazu kurze Serien sehr heller Lichtblitze aus. Die Blitze wurden von Satellitenkameras auf Bodenstationen vor dem Sternhintergrund fotografiert, sodass die Beobachtungen auch weit entfernter Stationen durch den Zeitgeber im Satelliten mit einer Genauigkeit von 1/1000 s synchronisiert waren.
Ferner besaß der Satellit erstmals das SECOR-Messsystem für Distanzmessungen mit Mikrowellen. Die Stromversorgung aller Systeme erfolgte durch Solarzellen und Akkus.